# Rock Színház
A Rock Színház a magyar zenés színházi kultúrát eredményesen megújító társulat. A hivatalos színházi struktúrába az akkori kormányzat nem hagyta betagozódni. Számos világsikerű musical magyarországi ősbemutatója mellett az első magyar rockopera, a SZTÁRCSINÁLÓK alkotása és színrevitele fémjelzi tizenhat éves működését.
Várkonyi Mátyás, a zenei vezető, Miklós Tibor-ral, a Generál szövegírójaként került munkakapcsolatba. A zenés színházról való elképzeléseik azonosak voltak, terveikből – nagyon sok munkával – rövid időn belül előadások születtek. 1985-ben Várkonyi Mátyást kinevezték igazgatónak, aki 1997-ig,  a Rock Színházat az Operett Színházba történő beolvasztásáig irányitott. A legtöbb világsiker ősbemutatója is a Várkonyi igazgatása működő Rock Színház érdeme. A Jézus Krisztus Szupersztár Szegeden 1986-ban, a Hair, a Nyomorultak Szinetár Miklós rendezésében, a Miss Saigon magyarországi ősbemutatója Kerényi Miklós Gábor színrevitelében.1997-től Várkonyi Sztá-Rock Színháza néven magántársulatával bejárta Nyugat-Európát, az Evitát és a Dorian Gray-t, Várkonyi művét német nyelven 2002. januárjáig több száz előadással turnéztatták Németországban, Hollandiában, Svájcban és Hollandiában. A Rock Színház megszűntetését az akkor kultúrlális kormányzat valóságos indokok nélkül hajtotta végre! Miklós Tibor Piccolo Színház néven a Ráday utcában, (volt Pinceszínházban) hozott létre színvonalas előadásokat.

## Önálló társulattal, épület nélkül
Margitszigeti Kertmozi  Evita-1980. 08. 14.
Győri Sportcsarnok Szárcsinálók - 1981. 07. 25.
Győri Sportcsarnok - Lázadók - 08. 23.
MOM Művelődési Központ -  West Side Story - 1982. december 15.
Budapesti Gyermekszínház
Budapesti Gyermekszínház
Szentendrei Művelődési Központ
Budai Parkszínpad
Budai Parkszínpad
MOM Művelődési Központ
Arany János Színház
Szegedi Szabadtéri Játékok
Egyetemi Színpad
Gutenberg Művelődési Központ
Szegedi Szabadtéri Játékok
Vígszínház
1982. december 15.

## Bemutatók
A Színházi adattárban regisztrált bemutatóinak száma: 32. f
- Webber-Tim Rice: Evita. 8ősbemutató. Margitszigeti Vörösmarty Kertmozi - 1980. augusztus 14. A művet Miklós Tibor, a társulat művészeti vezetője fordította. A  zenei vezető Várkonyi Mátyás, a vezetőrendező Katona Imre, a társrendező Mátis Lilla voltak,valamint Földes Gábor is besegített, a koreográfiát Széky József készítette.

Főszereplők: Éva: Kováts Kriszta; Che: Szakácsi Sándor; Peron: Harmath Albert; Magaldi: Szolnoki Tibor; Peron szeretője: Eszményi Viktória
További szereplők: Balogh Bodor Attila, Bata János, Böröndi Tamás, Csuha Lajos, Fehér Tibor, G.Szabó Sándor, Harmath Imre, Imre István, Laklóth Aladár, Lukácsi József, Széky József, Ambrus Asma, Bókay Mária, Frajt Edit, Fráter Eszter, Kováts Dóra, Magyar Kati, Márkus Ildikó, Mixtay Melinda, Sándor Joli, Simorjay Emese, Szánti Judit, Várhegyi Teréz
- Várkonyi Mátyás-Miklós Tibor: Sztárcsinálók. Ősbemutató. Győr Sportcsarnok - 1981. július 25.. A darabot Kovácsi János rendezte. A koreográfiát Eva Reinthaller és Lothar Hannf készítette. Az előadás karmestere a zeneszerző volt.

Főszereplők: Ulrika: Kováts Kriszta; Octavia: Eszményi Viktória; Poppea - Locusta: Füsti Molnár Éva; Agrippina: Kárpáti Denise; Néró: Szolnoki Tibor; Kiprios - Jézus: Szakácsi Sándor; Juvenalis: Harmath Albert; Seneca: Usztics Mátyás; Claudius: Benkóczy Zoltán; Péter: Csuha Lajos; Pál: Makrai Pál; Tigellinus: Sörös Sándor; Burrus: Széki József; Zodius: Balogh Bodor Attila; Bővérű nővérek: Varga Rita, Simorjai Emese, Fekete Viktória.
További szereplők: Kováts Dóra, G. Szabó Sándor, Imre István, Várkonyi Szilvia, Borbély Sándor, Homonyik Sándor, Bata János, Laklóth Aladár, Lukácsi József, Nagy László, Rovó Teréz, Tóth Szabó Szilvia, Prókai Annamária, Seres Gabi, Nagy Ildikó, Kulcsár László, Harmath Imre.
- Lázadók. Ősbemutató: Győr Sportcsarnok – 1982. augusztus 13.
- Bernstein: West Side Story. MOM Művelődési Központ 1982. december 15. Rendező: Iglódi István
- Várkonyi Mátyás-Miklós Tibor: Üvöltés. Ősbemutató: Budapesti Gyermekszínház – 1983. május 28. Rendező: Vándorfi László
- Várkonyi Mátyás-Miklós Tibor: Farkasok. Ősbemutató: Budapesti Gyermekszínház – 1983. május 28. Rendező: Kovácsi János
- Kemény Gábor–Kocsák Tibor–Miklós Tibor:[3] A krónikás Ősbemutató: Budai Parkszínpad 1984. június 21. Rendező: Halasi Imre
- Webber-Tim Rice: Evita. Felújítás. Budai Parkszínpad – 1984. augusztus 19. Rendező: Katona Imre
- Várkonyi Mátyás-Béres Attila: A bábjátékos. Ősbemutató: MOM Művelődési Központ 1985. március 1. Rendező: Katona Imre
- Miklós Tibor: Cafe rock. Ősbemutató: Szentendrei Művelődési Központ 1985. április 6. Rendező: Miklós Tibor
- Gerome Ragni: Hair. Bemutató: Budai Parkszínpad 1985. augusztus 14. Rendező: Sándor Pál
- Musical, musical. Szerkesztette: Miklós Tibor. Bemutató: Arany János Színház 1986. március 22. Rendező: Miklós Tibor
- Webber-Tim Rice: Jézus Krisztus szupersztár. Bemutató: Szegedi Szabadtéri Játékok 1986. július 25. Rendező: Szikora János[4]
- Hamlet. Nagy Feró feldolgozásában. Bemutató: Egyetemi Színpad[5] 1987. január 30. Rendező: Katona Imre
- Miklós Tibor: Csillag Nápoly egén. Bemutató: Gutenberg Művelődési Központ 1987. május 6. Rendező: Balogh Bodor Attila
- Claude-Michel Schönberg: A nyomorultak. Magyarországi ősbemutató: Vígszínház-közös produkció 1987. szeptember 11. Rendező: Szinetár Miklós
- Szakcsi Lakatos Béla-Csemer Géza: A bestia. Ősbemutató: Szegedi Szabadtéri Játékok 1988. július 21. Rendező: Sík Ferenc
- Miklós Tibor: Amerika ígéret volt. Bemutató: MIOK Kulturális Központ Goldmark Terem 1988. október 26. Rendező: Balogh Bodor Attila
- Szakcsi Lakatos Béla-Csemer Géza: A bestia. Felújítás: Nemzeti Színház 1989. március 17. Rendező: Sík Ferenc
- A Pelikán és más állattörténetek. Bemutató: Gutenberg Művelődési Központ 1989. április 2. Szerkesztő-rendező: G. Szabó Sándor
- Böhm György[6]–Dolly Roll: Egy tenyér, ha csattan. Ősbemutató: Pesti Színház 1989. május 17. Rendező: Balogh Bodor Attila
- Várkonyi Mátyás–Ács János[7]-: Dorian Gray. Ősemutató: Vígszínház 1990. szeptember 17. Rendező: Ács János
- Móricz Zsigmond-Miklós Tibor-Kocsák Tibor: Légy jó mindhalálig 1991. Rendező: Pinczés István
- Benny Andersson–Ulvaeus Björn–Tim Rice: Chess.Magyarországi bemutató Arizona-Rock Színház – 1992.május 31. Rendező: Ferkai Tamás
- Webber-Tim Rice: Evita. Felújítás. Arizona Színház – 1992. szeptember 20. Rendező: Korcsmáros György
- Várkonyi Mátyás-Miklós Tibor: Sztárcsinálók. Felújítás. 1992. november 11. Rendező: Kerényi Miklós Gábor
- Stephen Sondheim-John Weidman: Orgyilkosok. Magyarországi ősbemutató. 1993. szeptember 28. Rendező: Xantus János
- Kocsák Tibor-Miklós Tibor: Anna Karenina.[8] Ősbemutató. Fővárosi Operettszínház – 1994. január 21. Rendező: Xantus János
- Howard Ashman-Alan Menken Rémségek kicsiny boltja. Magyarországi ősbemutató. Művész Színház - 1994. február 27. Rendező: Méhes László
- Webber-Tim Rice: Evita. Felújítás. Margitszigeti Szabadtéri Színpad – 1994. július 2. Rendező: Várkonyi Mátyás (Korcsmáros György rendezése alapján)
- Claude-Michel Schönberg: Miss Saigon. Magyarországi ősbemutató. Szegedi Szabadtéri Játékok - 1994. augusztus 12. Rendező: Kerényi Miklós Gábor
- Gunar Braunke–Duncan Shiels–Ács János–Várkonyi Mátyás:[9] Dorian Gray. Angol nyelvű bemutató. Rock Színház? – 1995. április 25. Rendező: Kerényi Miklós Gábor
- Benny Andersson–Ulvaeus Björn–Tim Rice: Chess. Felújítás. Rock Színsátor – 1995. Október 6. Rendező: Ferkai Tamás
- Webber-Tim Rice: Evita. Felújítás. Bakáts téri Szabadtéri Színpad – 1995. június 24. Rendező: Klaus Peter Fritsch *[10]
- Bereményi Géza-Várkonyi Mátyás: Ifipark. Uránia Filmszínház – 2002. szeptember 13. Rendező: Bardóczy Attila *
- Várkonyi Mátyás-Miklós Tibor: Sztárcsinálók.[11] Felújítás. 2005. augusztus 13. Rendező: Nagy Viktor

## Diszkográfia
- Sztárcsinálók (SLPX 17702 Az ősbemutató keresztmetszete /1982)
- Farkasok (LPX 17758 /1983)
- A krónikás (SLPM 17904-905 /1985)
- Jézus Krisztus szupersztár (SLPM 37045 keresztmetszet /1986)
- Evita (SLPM 17903 keresztmetszet /1986)
- Nyomorultak (SLPX 14111 /1988)
- Sztárcsinálók (CD 068090-2 /1994)

## Hang és kép
- Evita
  - Evita – Kovács Kriszta
  - Evita - Malek Andrea
- Sztárcsinálók
  - Az ősbemutató képei
  - Videó 1981
  - Videó 1994